# Костур, Леонтий Феофанович
Леонтий Феофанович Костур-Шаргородский (16 июня 1947, с. Теклёвка, Шаргородский р-н, Винницкой области) — украинский художник-автодидакт (керамист, живописец, сценограф).

## Биография
Учился в Луганском художественном училище (1961-63), Ленинградском институте театра, музыки и кинематографии (1967-68), посещал занятия на факультете графики Ленинградского художественного института им. И. Репина (1969).
Проживает в г. Сумы с 1990 года. Был художником в Сумском театре драмы и музыкальной комедии им. М. Щепкина (2006-07).
В 2001—2010 годах создал более 200 авторских скульптур из керамики и дерева, которые образно воссоздают мир народных обычаев, обрядов, быта.
Его стиль получил название «костуризм».
Участник всеукраинских выставок (от 2006 г). Персональные выставки в краеведческих музеях г. Сумы (2006 г.), Харькова (2008 г.) и Путивля (2009 г.). Персональные выставки в муниципой галерее Сум (2009), в «София Киевская» (2010 г.). Работы хранятся в выше упомянутых учреждениях и частных собраниях. Работы «Триада», «Тело», «Козупиця» (все 2007 г.), «Моровица», «Котига», «Клаузула» (все 2008 г.) и др.

## Выставки на Украине
- 2006 г. — персональная выставка в Сумском художественном музее.
- 2008 г. — персональная выставка в Харьковском художественном музее.
- 2009 г. — персональная выставка в Путивльском краеведческом музее[4].
- 2009 г.(ноябрь) — персональная выставка в Сумской муниципальной галерее.
- С 16 июня 2010 г. — персональная выставка в проекте Национального музея- заповедника «Сокровища музеев Украины на святой земле Софии Киевской» под названием «Костуры — из музея Леонтия Костура».

Был участником трех Республиканских с/х выставок Украины.
Каталог «Арт-Хай», Сумская муниципальная галерея, 2009 г.

## Костуры Леонтия Костура

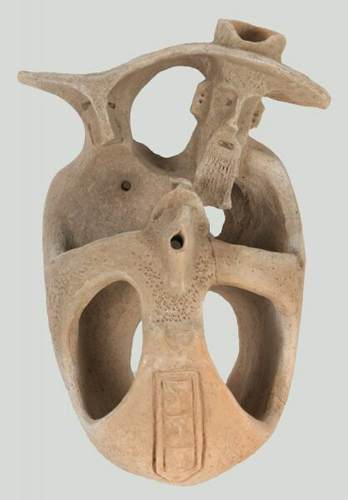
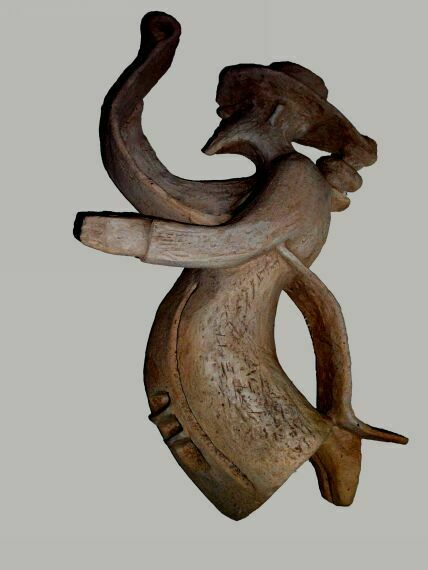
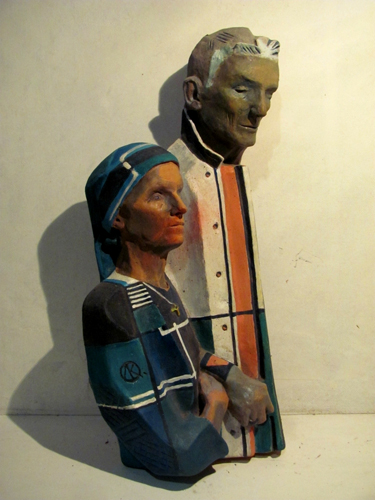
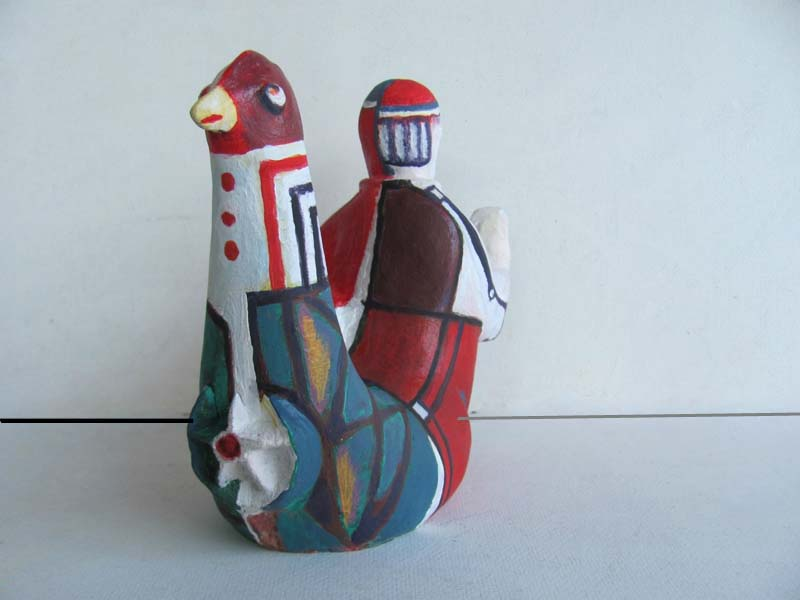
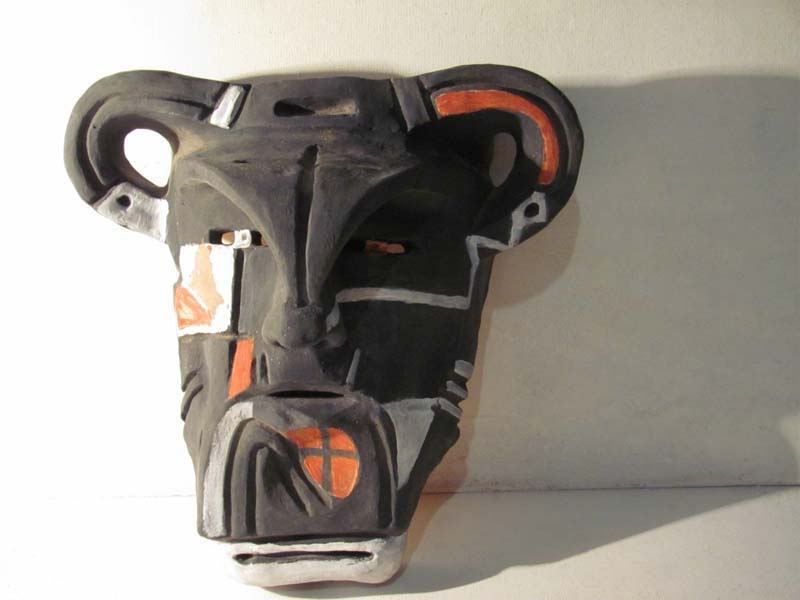